# هرمان هوب
هرمان هوب (بالألمانية: Hermann Hoppe)‏ هو محرر ألماني، ولد في 24 مايو 1836 في مدينة هام في ألمانيا، وتوفي في 15 أبريل 1885 في سانت بطرسبرغ في روسيا.